# Kawęczynek (województwo lubelskie)
Kawęczynek – wieś w Polsce położona w województwie lubelskim, w powiecie zamojskim, w gminie Szczebrzeszyn.
Prywatna wieś szlachecka położona była na przełomie XVI i XVII wieku w ziemi chełmskiej województwa ruskiego. W latach 1975–1998 miejscowość administracyjnie należała do województwa zamojskiego.
Wieś jest sołectwem w gminie Szczebrzeszyn. Według Narodowego Spisu Powszechnego z roku 2011 wieś liczyła 86 mieszkańców gminy Szczebrzeszyn.
Na północ od Kawęczynka położona jest w lasach bukowo - sosnowych i bukowo - jodłowych Kolonia Kawęczynek, na wschodzie wzniesienie zwane Czubata Góra o wysokości 318 m n.p.m.
We wsi funkcjonuje ośrodek wypoczynkowy zwany „Przystanek Kawęczynek”.
Wierni Kościoła rzymskokatolickiego należą do parafii św. Katarzyny w Szczebrzeszynie.